# Hoher Eichham
Hoher Eichham är ett berg i Österrike. Det ligger i distriktet Lienz och förbundslandet Tyrolen, i den centrala delen av landet. Toppen på Hoher Eichham är 3 371 meter över havet, eller 334 meter över den omgivande terrängen.
Den högsta punkten i närheten är Großvenediger, 3 662 meter över havet, 7,7 km nordväst om Hoher Eichham.
Trakten runt Hoher Eichham består i huvudsak av kala bergstoppar och isformationer.